# Trạm dừng nghỉ

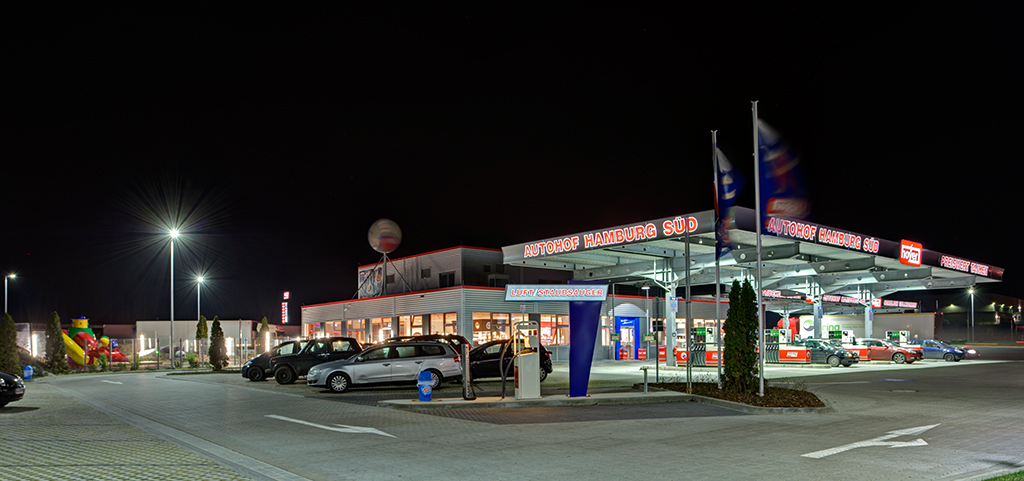
Máy tiếp nhiên liệu tại một autohof gần Autobahn ở Niedersachsen. Autohöfe, giống như các trạm dừng nghỉ, cung cấp cho du khách một nơi để tiếp nhiên liệu cũng như ăn uống và nghỉ ngơi.

Trạm dừng nghỉ (trạm dừng chân) là một cơ sở công cộng nằm cạnh một con đường lớn như đường cao tốc hay xa lộ, tại đó người lái xe và hành khách có thể nghỉ ngơi, ăn uống hoặc đổ xăng mà không cần đi ra đường phụ.  Các cơ sở có thể bao gồm các khu vực giống như công viên, trạm xăng, nhà vệ sinh công cộng, nhà hàng, khách sạn. Trạm dừng nghỉ hạn chế hoặc không có tiện ích công cộng là khu nghỉ ngơi, bãi đậu xe, khu ngắm cảnh hoặc điểm ngắm cảnh. Dọc theo một số đường cao tốc và đường bộ là các dịch vụ được gọi là công viên bên đường hoặc khu dã ngoại.

## Tổng quan
Các tiêu chuẩn và bảo trì các trạm dừng nghỉ khác nhau tùy theo thẩm quyền. Các trạm dừng chân có khu vực đậu xe được phân bổ cho ô tô con, xe tải, xe công-te-nơ và xe buýt. Hầu hết các trạm dừng nghỉ do nhà nước quản lý có xu hướng nằm ở vùng sâu vùng xa và nông thôn, nơi không có thức ăn nhanh cũng như nhà hàng đầy đủ dịch vụ, trạm xăng, khách sạn hoặc các dịch vụ du lịch khác gần đó. Vị trí của những trạm dừng nghỉ hẻo lánh này thường được đánh dấu bằng các biển báo trên đường cao tốc; ví dụ: biển báo có thể ghi "Trạm dừng nghỉ ABC 45 km". Thông tin cho người lái xe thường có sẵn tại các địa điểm này, chẳng hạn như bản đồ và thông tin địa phương khác, cùng với nhà vệ sinh công cộng. Một số trạm dừng chân có quầy thông tin du khách hoặc trạm có nhân viên túc trực. Ở đó cũng có thể có máy bán hàng tự động, điện thoại trả phí, trạm xăng, nhà hàng/khu ẩm thực hoặc cửa hàng tiện lợi tại trạm dừng nghỉ.
Một số trạm dừng chân cung cấp cà phê miễn phí cho khách du lịch được trả bằng tiền đóng góp của khách và/hoặc quyên góp từ các doanh nghiệp, nhóm dân sự và nhà thờ địa phương. Nhiều trạm dừng chân cung cấp truy cập Wi-Fi và có hiệu sách. Nhiều khu vực nghỉ ngơi có khu dã ngoại. Các trạm dừng nghỉ có xu hướng có thông tin cho khách du lịch dưới dạng cái gọi là "hướng dẫn lối ra", thường chứa các bản đồ và quảng cáo rất cơ bản về các nhà nghỉ địa phương và các điểm du lịch gần đó. Các dịch vụ thương mại được tư nhân hóa có thể ở dạng một điểm dừng chân hoàn chỉnh với trạm xăng, trò chơi điện tử thùng và trung tâm giải trí, phòng tắm và cơ sở giặt là, và (các) nhà hàng thức ăn nhanh, quán ăn tự phục vụ hoặc khu ẩm thực, tất cả dưới một mái nhà liền kề với đường cao tốc. Một số thậm chí còn cung cấp các dịch vụ kinh doanh, chẳng hạn như máy ATM, máy fax, tủ văn phòng và truy cập Internet.

## Vấn đề an toàn
Một số trạm dừng nghỉ nổi tiếng là không an toàn đối với tội phạm, đặc biệt là vào ban đêm, vì chúng thường nằm ở vùng sâu vùng xa hoặc vùng nông thôn và vốn thu hút những cá nhân nhất thời. Chính sách hiện tại của California là duy trì các trạm dừng nghỉ công cộng hiện có nhưng không còn xây dựng các khu vực mới do chi phí và khó khăn trong việc giữ chúng an toàn, mặc dù nhiều trạm dừng nghỉ ở California hiện có các khu tuần tra đường cao tốc.